# Ruddigore
Ruddigore; or, The Witch’s Curse, in der Originalfassung Ruddygore, ist eine englische Operette („Comic Opera“) in zwei Akten mit Musik von Arthur Sullivan nach einem Libretto von W. S. Gilbert. Die Uraufführung des Stücks fand am 22. Januar 1887 im Londoner Savoy Theatre durch die D’Oyly Carte Opera Company statt.

## Handlung

### Erster Akt
Das Fischerdorf Rederring in Cornwall
Die Brautjungfern von Rederring sind besorgt darüber, dass seit sechs Monaten keine Heirat mehr stattgefunden hat. Alle jungen Männer hoffen auf eine Vermählung mit Rose Maybud, dem schönsten Mädchen des Dorfs, sind aber zu schüchtern, um ihre Liebe zu gestehen. Die verzweifelten Brautjungfern fragen Roses Tante, Dame Hannah, ob sie denn nicht heiraten möchte, doch diese lehnt ab. Vor vielen Jahren war Hannah in einen jungen Mann verliebt, der sich als Sir Roderic Murgatroyd, einer der bösen Baronets von Ruddigore, entpuppte. Sie erzählt weiter, dass auf allen Baronets von Ruddigore ein Fluch lastet, der sie dazu verdammt, jeden Tag ein Verbrechen zu begehen. Wenn sie dies nicht mehr tun, so müssen sie in schrecklichen Todesqualen sterben.
Rose tritt herein und bemerkt, dass alle jungen Männer, die sie trifft, zu ungezogen sind und gegen ihr „Buch der Etikette“ verstoßen – mit Ausnahme von Robin Oakapple, einem wohlhabenden jungen Landwirt. Doch auch dieser ist sehr scheu, und ihr Benimmbuch verbietet Rose, ihn anzusprechen. Robin trifft Rose und bittet sie schüchtern um einen Ratschlag für „einen Freund“. Rose macht Andeutungen, dass sie auch so einen Freund habe, doch beide trennen sich wieder ohne eine offene Liebeserklärung.
Robins treuer Diener Old Adam kommt herbei. Robin schärft ihm ein, niemals zu verraten, dass er in Wirklichkeit Sir Ruthven Murgatroyd ist und vor zwanzig Jahren von seinem alten Landsitz floh, um nicht den Titel des Baronet von Ruddigore und den damit verbundenen Fluch erben zu müssen. Robins Pflegebruder, der Matrose Richard Dauntless, kommt an Land. Robin bittet ihn, an seiner Stelle Rose anzusprechen und ihr mitzuteilen, dass er sie liebt. Als Richard Rose erblickt, verliebt er sich selbst in sie und bittet sofort um ihre Hand. Rose willigt ein, nachdem sie ihr Benimmbuch zu Rate gezogen hat. Als Robin von der Situation erfährt, weist er Rose auf die vielen Schwächen von Richard hin. Rose sieht ihren Fehler ein und erklärt sich zur Heirat mit Robin bereit.
Rose trifft auf Margaret, die durch ihre unglückliche Liebe zu Sir Despard, dem derzeitigen „bösen Baronet“ von Ruddigore, irre geworden ist. Margaret begegnet Rose mit rasender Eifersucht, doch diese versichert wahrheitsgemäß, dass sie bereits mit einem anderen verlobt ist. Sir Despard kommt im Dorf an und verscheucht die Dorfmädchen samt den Männern, die aus der Stadt herbeigekommen sind, um sie zu umwerben. Richard tritt zu Sir Despard und verrät ihm, dass Robin sein verstorben geglaubter älterer Bruder Ruthven ist. Despard ist erfreut über die Aussicht, endlich „frei zu sein“ und keine Verbrechen mehr begehen zu müssen.
Die Dorfbewohner versammeln sich zur Hochzeit von Rose und Robin. Sir Despard unterbricht die Feier und erklärt, dass Robin als sein älterer Bruder den rechtmäßigen Titel des Baronets von Ruddigore trägt. Erschüttert über diese Enthüllung bietet Rose Despard die Heirat an. Sir Despard lehnt ab, da er jetzt als ehrenhafter Mensch seine alte Verlobte Margaret heiraten muss, die darüber hocherfreut ist. Rose entschließt sich, Richard zu heiraten, da er „der einzige ist, der übrig bleibt“. Von allen verachtet, zieht Robin davon, um nun das verhasste Leben als Baronet zu führen.

### Zweiter Akt
Die Bildergalerie in Schloss Ruddigore
Am Schloss von Ruddigore grübelt Robin (nun Sir Ruthven) zusammen mit Old Adam darüber, welche Verbrechen er nun als böser Baronet begehen soll. Richard und Rose treten ein, um Robin um seine Erlaubnis zur Heirat zu bitten, die er widerwillig erteilt. Die Geister von Robins Vorfahren treten aus ihren Porträts, um Robin zu seiner bisherigen Verbrechensbilanz zu befragen. Robins Beschreibung seiner bisherigen „Verbrechen“ – darunter die Fälschung seines eigenen Testaments und eine falsche Einkommensteuererklärung – vermag die Geister nicht zu überzeugen. Sir Roderic Murgatroyd, Robins verstorbener Onkel, befiehlt, noch am gleichen Tag eine Dame zu verschleppen. Robin ist empört, muss aber einwilligen, nachdem die Geister ihm eine Kostprobe der zu erwartenden Todesqualen geliefert haben. Er befiehlt Adam, irgendeine Dame aus dem Dorf zu entführen.
Despard und die verrückte Margaret führen nunmehr ein ruhiges, eintöniges Leben im öffentlichen Dienst. Beide versuchen Robin davon zu überzeugen, seinen Verbrechen abzuschwören. Robin willigt ein und gelobt, sich seinen Vorfahren zu widersetzen. Inzwischen hat Adam seinen Auftrag ausgeführt und ausgerechnet Dame Hannah in das Schloss verschleppt. Hannah setzt sich gegen Robin energisch zur Wehr, sodass dieser seinen verstorbenen Onkel um Hilfe ruft. Sir Roderic erscheint und erblickt seine alte Liebe. Verärgert darüber, dass Robin seine ehemalige Verlobte entführt hat, schickt er ihn fort, und bleibt mit Hannah zurück.
Robin eilt herbei, begleitet von Rose, Richard und den Brautjungfern. Er erklärt, dass ein Baronet von Ruddigore nur stirbt, indem er seinen täglichen Verbrechen entsagt. Doch dies käme einem Selbstmord gleich, welcher selbst ein Verbrechen ist. Daher hätten seine Vorfahren überhaupt nie sterben müssen. Roderic folgt dieser Logik und begreift, dass er „praktisch am Leben“ ist. Da Robin nun vom Fluch befreit ist, sagt sich Rose wiederum von Richard los und erneuert ihr Verlöbnis mit Robin, während Richard sich mit der ersten Brautjungfer zufriedengibt.

## Musikalische Nummern
Die Operette erfuhr mehrere Überarbeitungen durch Gilbert und Sullivan sowie später durch die D’Oyly Carte Opera Company, daher gibt es von einigen Stücken mehrere Versionen.
Ouvertüre
- Ursprüngliche Ouvertüre arrangiert von Hamilton Clarke
- Überarbeitete Ouvertüre arrangiert von Geoffrey Toye (1920)

Erster Akt
- 1. „Fair is Rose“ (Chor der Brautjungfern)
- 2. „Sir Rupert Murgatroyd“ (Hannah und Chor)
- 3. „If somebody there chanced to be“ (Rose)
- 4. „I know a youth“ (Rose und Robin)
- 5. „From the briny sea“ (Chor der Brautjungfern)
- 6. „I shipp’d, d’ye see, in a revenue sloop“ (Richard und Chor)
- 6a. Hornpipe
- 7. „My boy, you may take it from me“ (Robin und Richard)
- 8. „The battle’s roar is over“ (Rose und Richard)
- 9. „If well his suit has sped“ (Chor der Brautjungfern)
- 10. „In sailing o’er life’s ocean wide“ (Rose, Richard und Robin)
- 11. „Cheerily carols the lark“ (Margaret)
- 12. „Welcome, gentry“ (Doppelchor)
- 13. „Oh, why am I moody und sad?“ (Sir Despard und Chor)
- 14. „You understand?  I think I do“ (Richard und Sir Despard)
- 15. Finale erster Akt
  - „Hail the bride of seventeen summers“ (Ensemble)
  - Madrigal: „When the buds are blossoming“ (Ensemble)
  - „When I’m a bad Bart, I will tell taradiddles!“ (Robin und Chor)
  - „Oh, happy the lily“ (Ensemble)

Zweiter Akt
- 16. „I once was as meek“ (Sir Ruthven und Adam)
- 17. „Happily coupled are we“ (Rose und Richard)
- 18. „In bygone days“ (Rose mit Chor der Brautjungfern)
- 19. „Painted emblems of a race“ (Sir Ruthven, Sir Roderic und Chor der Vorfahren)
- 20. „When the night wind howls“ (Sir Roderic und Chor)
- 21. „He yields, he yields“ (Chor)
- 21a.
  - (Original) „Away, remorse! … For thirty-five years I’ve been sober und wary“ (Robin)
  - (Alternative Version) „Away, remorse! … Henceforth all the crimes“ (Robin)
- 22. „I once was a very abandoned person“ (Margaret und Despard)
- 23. „My eyes are fully open“ (Patter song; Margaret, Sir Ruthven und Despard)
- 24. „Melodrame“
- 25. „There grew a little flower“ (Hannah mit Sir Roderic)
- 26. Finale zweiter Akt
  - „When a man has been a naughty baronet“ (Ensemble)
  - Alternative Version: „For happy the lily“ (Reprise, Ensemble)